# Скотт Тауншип (округ Колумбія, Пенсільванія)
Скотт Тауншип (англ. Scott Township) — селище (англ. township) в США, в окрузі Колумбія штату Пенсільванія. Населення — 5514 особи (2020).

## Демографія
Згідно з переписом 2010 року, у селищі мешкало 5113 осіб у 2265 домогосподарствах у складі 1481 родини. Було 2364 помешкання
Расовий склад населення:
| - 96,1 % — білих - 2,0 % — азіатів - 0,6 % — чорних або афроамериканців - 0,1 % — корінних американців |

До двох чи більше рас належало 0,9 %. Частка іспаномовних становила 1,0 % від усіх жителів.
За віковим діапазоном населення розподілялося таким чином: 19,2 % — особи молодші 18 років, 58,6 % — особи у віці 18—64 років, 22,2 % — особи у віці 65 років та старші. Медіана віку мешканця становила 47,2 року. На 100 осіб жіночої статі у селищі припадало 89,1 чоловіків;  на 100 жінок у віці від 18 років та старших — 86,2 чоловіків також старших 18 років.
Середній дохід на одне домашнє господарство  становив 71 746 доларів США (медіана — 53 770), а середній дохід на одну сім'ю — 86 260 доларів (медіана — 74 208). Медіана доходів становила 58 988 доларів для чоловіків та 36 838 доларів для жінок. За межею бідності перебувало 10,5 % осіб, у тому числі 5,2 % дітей у віці до 18 років та 11,7 % осіб у віці 65 років та старших.
Цивільне працевлаштоване населення становило 2477 осіб. Основні галузі зайнятості: освіта, охорона здоров'я та соціальна допомога — 31,2 %, роздрібна торгівля — 15,5 %, виробництво — 12,4 %.